# Daredevil Kate
Daredevil Kate è un film muto del 1916 diretto da Keenan J. Buel (Kenean Buel).

## Produzione
Il film fu prodotto dalla Fox Film Corporation.

## Distribuzione
Distribuito dalla Fox Film Corporation con il titolo al copyright di Dare-Devil Kate, il film uscì nelle sale cinematografiche USA il 21 agosto 1916.